# James Sinclair Manley
James Sinclair Manley (Santiago, 30 de septiembre de 1952), es un diplomático chileno y filósofo. Fue embajador de Chile en Indonesia y Australia (2014) y Director de Protocolo durante la administración Piñera, es hijo del ex vicecomandante en jefe del Ejército, se le vincula con la quema de archivos de la Central Nacional de Informaciones (CNI), uno de los más crueles órganos represivos de la dictadura.

## Biografía
Sinclair, es hijo del ex vicecomandante en jefe del Ejército, general Santiago Sinclair Oyaneder, luego senador designado, quien antes de asumir cargos ministeriales fue jefe de operaciones del Ejército y comandante del Regimiento Cazadores de Valdivia. Ingreso a la Academia Diplomática Andrés Bello cuando su padre era general, en los momentos que se desempeñaba como Director de Operaciones del Ejército en 1977.
En los años 90 James Sinclair fue integrante de la “Red Hamlet”, un grupo de funcionarios bajo los gobiernos de Frei y Lagos.
Durante su carrera diplomática cumplió funciones en las embajadas de Estados Unidos y Argentina, así como en el Consulado de Chile en Tacna y fue embajador en Indonesia. Durante el primer Gobierno de Sebastián Piñera estuvo a la cabeza de la Dirección de Protocolo de la Cancillería. En el segundo gobierno de Michelle Bachelet es designado embajador de Chile en Australia, pero meses después el Gobierno de Chile da marcha atrás en la decisión, por ser acusado de destrucción de documentos de la CNI.

## Dictadura militar
Se detalla en el libro Los archivos secretos de la dictadura (por los periodistas Carlos Dorat y Mauricio Weibel) su participación durante la dictadura militar. También en el diario chileno El Mostrador (13 de mayo de 2014), tras una investigación da a conocer que Sinclair colaboraba con el organismo de inteligencia, la CNI. El 7 de abril de 1988, el entonces Ministro de RR.EE., Ricardo García, le envió al Director de la CNI, una carta secreta en la que adjuntaba un Acta de Destrucción. El acta indica el rol con el que se caratuló a los documentos destruidos y estaba firmada por James Sinclair Manley. El exdirector de Protocolo está así involucrado en la destrucción de 31 documentos secretos en marzo de 1987. Casi dos años antes del plebiscito. La investigación difundida en 2012 cita un oficio secreto numerado como 03146 de abril de 1988 en el que constaría que el entonces canciller Ricardo García informó la destrucción de comunicaciones secretas entre la cancillería y esa policía represiva, de lo cual estuvo a cargo Sinclair.

### Condecoraciones extranjeras
- Caballero de la Orden de Rio Branco ( Brasil, 1980).

- Comendador de la Orden de la Cruz del Sur ( Brasil, 1995).